# Víctor Rodríguez Andrade
Víctor Pablo Rodríguez Andrade (2. maj 1927 – 19. maj 1985) var en uruguayansk fodboldspiller, der med Uruguays landshold vandt guld ved VM i 1950 i Brasilien. Han spillede alle uruguayanernes fire kampe i turneringen, og opnåede i alt 42 landskampe. Han var også med til at vinde guld ved Copa América i 1956 og deltog desuden ved VM i 1954 i Schweiz.
Andrade spillede på klubplan for Central Español og CA Peñarol i hjemlandet. Med sidstnævnte var han med til at vinde to uruguayanske mesterskaber.